# 志保
志保（しほ、1992年10月19日 - ）は、日本の女優。
群馬県高崎市（旧群馬郡群馬町）出身。スターダストプロモーション所属。

## 来歴
- 2004年、パーソンズガールグランプリを受賞し、活動を開始[1]。
- 2005年、ドラマ『あいくるしい』で女優デビューし虹色の戦士の1人坂巻奈々役で多くの人々に知られるようになった。以後、様々な作品に出演。
- 2010年、講談社・ミスマガジンセミファイナリスト16人に選ばれるも、ファイナリストは逃す。
- 2011年、『仮面ライダーフォーゼ』に野座間友子役でレギュラー出演。
- 2014年、『年上ノ彼女』実写化でドラマ初主演。芸能活動10周年を迎える。
- 2018年、オフィシャルInstagram開設。舞台『呪いの万華鏡』舞台初主演。
- 2019年、インターネットラジオ番組『ピーチなFRIDAY』初メインMC。『今夜くらべてみました』黙っていればキレイな群馬の女 にてバラエティ初出演。
- 2019年11月23日、インスタグラムを更新、会社員の一般男性と結婚したことを発表した。
- 2024年、インターネットラジオ番組『アーティスト応援部』MC就任。芸能活動20周年を迎える。

## 人物・エピソード
- 趣味は読書、ゲーム[2]。
- 女優デビュー作となった『あいくるしい』のオーディションの時点では、まだ演技未経験だった。その後、ドラマの撮影に入るまで演技の特訓をしていた。

番組プロデューサー・石丸彰彦は、彼女について「演技未経験だったんだけど、“なんだ、お前”っていうくらいに強烈な個性を放っていて。特訓中に泣いたこともあるだろうけど、彼女は負けず嫌い。“絶対輝いてやる”って思いが凄く強く、パワーを感じる。このまま目線を高く持って、大きく育って欲しい」と評価した。

## 出演

### 映画
- 仮面ライダーシリーズ（東映） - 野座間友子 役
  - 仮面ライダー×仮面ライダー フォーゼ&オーズ MOVIE大戦MEGA MAX（2011年12月10日）
  - 仮面ライダー×スーパー戦隊 スーパーヒーロー大戦（2012年4月21日）
  - 仮面ライダーフォーゼ THE MOVIE みんなで宇宙キターッ!（2012年8月4日）
  - 仮面ライダー×仮面ライダー ウィザード&フォーゼ MOVIE大戦アルティメイタム（2012年12月8日）
- みなさん、さようなら（2013年1月26日、ファントム・フィルム） - 商店街の主婦 役
- 年上ノ彼女 劇場版（2014年1月18日、エスピーオー） - 小山内揚羽 役[3]
- ROKUROKU（2018年1月27日、ディープサイド） - ミカ 役
- とんかつDJアゲ太郎 （2020年10月30日、ワーナー・ブラザース映画） - 珠美 役
- さくら（2020年11月13日、松竹） - 看護師 役
- スクロール (2023年2月3日、ショウゲート) - 佳子 役

### 短編映画
- 楳図かずおの恐怖劇場 「まだらの少女」（2005年6月25日、松竹） - 聡美 役
- ほんとうにあった怖い話3D 「シセン」（2010年10月16日、パル企画） - 佳織 役
- 逆転のシンデレラ（2011年、若手映画作家育成プロジェクト） - 希 役
- コトコトコトコ（2014年） - 明日美 役[注 1]
- ソラノネ（2014年） - 関谷桜子 役[注 2][4]
- 狂い華 「ワルツ」（2017年10月14日、パロマプロモーション） - 田中亜希 役

### テレビドラマ
- あいくるしい（2005年4月10日 - 6月26日、TBS） - 坂巻奈々 役
- いま、会いにゆきます（2005年7月3日 - 9月18日、TBS） - 永瀬万里子（中学時代） 役
- 1リットルの涙 第3話 - 第4話（2005年10月25日 - 11月1日、フジテレビ） - 高橋マミ 役
- 金曜エンタテイメント → 金曜プレステージ（フジテレビ）
  - 妻は多重人格者（2006年3月24日、フジテレビ）
  - 名司会者・寿鶴子 殺人スピーチ2（2006年4月14日） - 松竹楓 役
    - 名司会者 寿鶴子殺人スピーチ3（2007年4月13日）
    - 名司会者 寿鶴子殺人スピーチ4（2008年7月25日）
- プリマダム（2006年4月12日 - 6月21日、日本テレビ） - 万田結 役
- 東京少女（BS-i）
  - 東京少女 ショートフィルム道 「東京変身少女」（2006年8月5日）
  - 東京少女 桜庭ななみ 「鏡の国のななみ」（2008年6月14日） - マリコ 役
  - 東京少女 岡本あずさ 「追っかけ少女」（2008年11月8日） - 水橋レイカ 役
- 恋する日曜日 第3シリーズ 「またあえる日まで」（2007年2月3日、BS-i） - めぐみ 役
- スリルな夜「子育ての天才」（2007年4月13日 - 6月22日、フジテレビ） - 神谷美緒 役
- 土曜ワイド劇場（テレビ朝日）
  - 弁天祐美子法律事務所1（2007年4月28日） - 弁天真実 役
    - 弁天祐美子法律事務所2（2009年11月7日）
- 先生道 「ピストル先生」（2007年7月14日、BS-i） - 田中 役
- 半落ち（2007年12月8日、テレビ朝日） - 志木美紀 役
- 銭ゲバ（2009年1月17日 - 3月14日、日本テレビ） - 桑田春子 役
- NEXT 第2話 - 第3話「恋する杏理☆推理中」（2009年4月16日 - 23日、関西テレビ） - 川上サチ 役
- オトメン（乙男）〜夏〜（2009年8月1日 - 9月26日、フジテレビ） - ユリッペ 役
  - オトメン（乙男）〜秋〜（2009年10月13日 - 11月3日）
- ヤマトナデシコ七変化 （2010年1月15日 - 3月19日、TBS） - なな 役
- 絶対零度〜未解決事件特命捜査〜 Case8 - 9（2010年6月1日 - 8日、フジテレビ） - 本谷翔子 役
- モテキ 第5話（2010年8月14日、テレビ東京） - 林田尚子（中学時代） 役
- LADY〜最後の犯罪プロファイル〜 Final Episode（2011年3月25日、TBS） - 坂下裕美子 役
- 仮面ライダーフォーゼ（2011年9月4日 - 2012年8月26日、テレビ朝日） - 野座間友子 役
- ストロベリーナイト 第2話（2012年1月17日、フジテレビ） - 千香 役
- レジデント〜5人の研修医（2012年10月18日 - 12月20日 、TBS） - 相田遥 役
- 宮部みゆきミステリー パーフェクト・ブルー 第4話（2012年10月29日、TBS） - 伊東あけみ 役
- スイッチガール!!2 第3話 - 最終話（2012年12月21日 - 2013年1月25日、フジテレビTWO） - 御堂ルナ 役
- おトメさん 第3話（2013年1月31日、テレビ朝日） - エミリ 役
- 終電バイバイ 第7話（2013年2月25日、TBS） - カラオケの店員 役
- セブンティーンキラー（2013年9月8日 - 22日、フジテレビTWO） - 薫子 役[注 3][5]
- 水曜ミステリー9 作家探偵・山村美紗3（2013年11月6日、テレビ東京） - 豆花 役
- ノーコン・キッド〜ぼくらのゲーム史〜 第10話（2013年12月6日、テレビ東京）
- 大東京トイボックス（2014年1月4日 - 3月29日、テレビ東京） - 半田花子 役[6]
- 相棒（テレビ朝日）
  - 相棒 season13 第1話（2014年10月15日） - 横田小百合 役
  - 相棒 season15 第8話（2016年11月30日） - 田村紗季 役
- 破門（疫病神シリーズ） 第1話（2015年1月9日、BSスカパー!） - 香奈 役
- 京都人情捜査ファイル 最終回（2015年6月4日、テレビ朝日） - 君塚妙子 役
- わたしをみつけて（2015年11月24日 - 12月15日、NHK） - 飯野七海 役
- オトナノベル（2016年5月12日、NHK） - 乾さん 役
- となりのシムラ 第5弾（2016年9月22日、NHK） - 部下 役
- 楽園（2017年1月8日 - 2月12日、WOWOW）
- クズの本懐（2017年1月19日 - 4月6日、フジテレビ） - 鴎端のり子(最可) 役
- 架空OL日記（2017年4月14日 - 6月16日、読売テレビ）
- 池波正太郎時代劇 光と影「医者と毒薬」（2018年1月9日、BSジャパン）- お品 役
- 隣の家族は青く見える 第7話 - 第8話（2018年3月1日 - 8日、フジテレビ） - 美亜 役
- 江戸前の旬 第10話（2018年12月15日、BSテレビ東京） - 遠山真希子 役
- パパがも一度恋をした 第2話　(2020年2月8日、東海テレビ放送、フジテレビ)
- 世にも奇妙な物語'20秋の特別編「コインランドリー」 (2020年11月14日、フジテレビ)
- マイファミリー 第2話 (2022年4月17日、TBS)
- デブとラブと過ちと (2022年11月7日 - 12月26日、TOKYO MX) - 出川令 役

### テレビ番組
- ワンナイR&R 「もんじゃろ学園物語」（2005年10月 - 2006年3月、フジテレビ） - シホ 役
- 超入門!落語 THE MOVIE（NHK総合）
  - お菊の皿（2016年7月16日） - お菊 役
  - 崇徳院（2018年2月1日） - お嬢さん 役
- きょうの料理ビギナーズ「バツ江のスパルタ洋食塾」（2017年10月30日 - 11月9日、NHK Eテレ）[7] - 真弓真由美 役（※中島歩と共演[7]）

### 舞台
- 殺人鬼フジコの衝動（2015年4月15日 - 19日、全労済ホール スペース・ゼロ）- 杏奈 役
- 呪いの49日〜表と裏〜（2018年12月19日 - 23日、テレプシコール） - 松井あきこ 役
- 呪いの万華鏡〜図地反転〜（2018年12月20日 - 24日、中野HOPE）- 松井あきこ役
- 舞台「漫画みたいにいかない。第2巻」（2019年2月22日、かつしかシンフォニーヒルズモーツァルトホール 2019年3月8日 - 9日、神戸国際会館こくさいホール）- あいこ(らぶちゃん) 役
- ハートフル音楽劇『イキヌクキセキ～十年目の願い～』（2021年7月2日 - 11日、KAAT 神奈川芸術劇場 / 7月16日 - 18日、COOL JAPAN PARK OSAKA WWホール）- 名取慶子 役
- 舞台『それってキセキ』（2025年7月31日 - 8月4日〈予定〉、シアター1010）[8]

### 配信ドラマ
- ブリザード（2011年7月1日 - 12話×10分、Bee TV） - 小嶋七瀬 役
- 仮面ライダーシリーズ（東映） - 野座間友子 役
  - ネット版 仮面ライダー×スーパー戦隊 スーパーヒーロー大変 〜犯人はダレだ?!〜（2012年）
  - ネット版 仮面ライダーフォーゼ みんなで授業キターッ!（2012年）
- 東京ヴァンパイアホテル（2017年6月16日、Amazonプライム・ビデオ） - アンナ 役
- マイルノビッチ（2021年2月12日 - 4月2日、Hulu） - 真美 役

### ラジオ
- ラジオドラマ 幕末三姉妹（2010年11月7日 - 2011年4月24日、ニッポン放送） - 星姫 役
- ピーチなFRIDAY(2019年5月3日 -  渋谷クロスFM) - メインMC
- アーティスト応援部(2024年10月15日 - 渋谷クロスFM) - メインパーソナリティ

### オリジナルビデオ
- 年上ノ彼女（2014年2月5日） - 小山内揚羽 役[9]
- 賃走談-1号車-（2014年6月18日）
- 恐喝少女（2015年7月10日） - 有馬聖子 役

### PV
- BRAHMAN 「A WHITE DEEP MORNING」（2004年9月29日）
- タニザワトモフミ 「きみにとどけ」（2009年11月25日）
- GReeeeN
  - 「愛唄」（2007年5月16日）
  - 「旅人」（2010年4月1日）
- universe 「echoes」（2010年8月4日）
- DAIGO 「いま逢いたくて…」（2013年12月4日）
- JELLYFiSH FLOWER'S 「忘れ物とあの子」（2014年5月14日）
- My Hair is Bad 「恋人が出来たんだ」(2016年10月19日)
- 四星球 「お告げ」(2017年8月30日)
- 高城れに 「everydayれにちゃん」(2024年8月21日)

### 写真集
- 志保（2012年8月28日、ワニブックス、撮影：西田幸樹）ISBN 978-4847044793

### DVD
- 志保のこと（2012年10月25日、ワニブックス）

### その他
- 雑誌「なかよし」
- 2004年パーソンズガールグランプリ
- POPEYE特別編集「仮面ライダー生誕40周年公式ガイドブック/マガジンハウス」（2011年9月3日発売）
- 「ハイパーホビー」1月号（2011年12月1日発売）
- 「仮面ライダーフォーゼの教科書」（2011年12月3日発売）
- 朝日新聞・朝刊（2011年12月17日）
- 「東映ヒーローMAX VOL.40」（2012年2月1日発売）
- 「Samurai ELO」4月号（2013年2月24日発売）
- 「フォトテクニック デジタル」5月号（2013年4月20日発売）
- 「NYLON JAPAN」TOKYO IT GIRL BEAUTY #57（2018年1月18日）

### CM
- バンダイ 仮面ライダーチョコビスケット（2012年）
- プレナス ほっともっと Netto Motto（2014年）

### イベント
- 仮面ライダー生誕40周年×スーパー戦隊シリーズ35作品記念 40×35 感謝祭 Anniversary LIVE & SHOW (2012年)
- 仮面ライダーフォーゼ スペシャルイベント - 天ノ川学園高等学校 春の学園祭スペシャル (2012年）
- 写真集「志保」発売記念握手会 神保町・書泉グランデ　イベントスペース (2012年）
- 仮面ライダーフォーゼ ファイナルステージ&番組キャストトークショー（2012年）
- DVD「志保のこと」発売記念握手会 神保町・書泉グランデ　イベントスペース (2012年）
- ニコニコ超会議2 Yahoo!ブース『プロ野球MAX2013』 (2013年）
- 密林特撮学校 土屋シオン先生・志保先生の巻 (2019年)